# Château de la Valette (Villiers-Charlemagne)
Le Château de la Valette est un château français situé à Villiers-Charlemagne, dans le département de la Mayenne et la région des Pays de la Loire. Il est situé dans la vallée boisée de la Mayenne, en face de la Haute et de la Basse-Valette de Houssay..

## Désignation
- Port et moulin de la Valette (Hubert Jaillot).
- La Valette, manoir et moulin (Carte de Cassini).

## Histoire
Il y avait chapelle en 1728 ; on en demandait la conservation en l'an XII. M. de la Valette, qui avait pris à ferme la pèche en face de la terre de Villiers, avait en 1759 des difficultés à ce sujet avec M. de Montecler, possesseur du fief de Villiers. Le conseil de tutelle de M. le duc de la Trémoïlle, consulté à cet égard, répondit que M. de Montecler, n'étant pas châtelain, n'avait pas droit de pêche. 
Il y avait un poste de gabelle avec un capitaine. Un pont, construit en 1839 avec droit de péage, coupé en 1871, a été rétabli la même année et le péage racheté en 1878, pour 8 500 francs, par le Conseil général de la Mayenne.
Le domaine fut créé par la famille Sourdille. Charles-Laurent-Bernard-Godefroy de La Tour d'Auvergne-Lauraguais avait acquis et renouvelé le château et le domaine de la Valette à la fin du XIXe siècle.

## Famille
Les Sourdille ou Sourdrille sont une famille notable du pays de Château-Gontier, titrée de la Saulaie, de la Gresleraie, de la Tremblaie, de Chambrezais, de la Valette, anoblie par acquisition d'une charge de secrétaire du roi, au XVIIe siècle. Elle eut pour armoiries d'azur au chevron d'or accompagné de 3 étoiles de même, celle de la pointe soutenue d'un croissant d'argent.
L'ancêtre commun de ceux qui se sont fait un nom est Gabriel Sourdille, sieur de la Saulaie, mari de Marguerite Plessis, inhumé à Saint-Nicolas de Craon le 19 août 1616. Il est auteur des deux branches de Chambrezais et de la Valette. Jérôme, un de ses fils, avança beaucoup la fortune de la famille en épousant Marguerite Fouquet, parente du surintendant Nicolas Fouquet.
La première a donné : Jacques Sourdille de Chambrezais, écuyer, mari d'Anne-Françoise Déan, d'où, entre autres :
- Jacques Sourdille de Chambrezais, époux de Marie-Anne-Geneviève de Creney, mère de Gabriel-Jules Sourdille de Chambrezais, chevalier, lieutenant des maréchaux de France, lieutenant du point d'honneur, qui n'eut qu'une fille de Françoise de Champagné, sa seconde femme, veuve avant 1785, et dont les biens furent séquestrés en 1794.
- Pierre Sourdille de Chambrezais, mari de Renée Besnard, chevalier de l'Ordre de Saint-Michel, mort à Paris en 1760, eut pour fils : Jean-Baptiste, garde du corps, 1755, et Pierre-Anne, lieutenant au Régiment de Périgord[1].

## Sources et bibliographie
- « Château de la Valette (Villiers-Charlemagne) », dans Alphonse-Victor Angot et Ferdinand Gaugain, Dictionnaire historique, topographique et biographique de la Mayenne, Laval, A. Goupil, 1900-1910 [détail des éditions] (BNF 34106789, présentation en ligne)